# Refil
Refil teria sido - segundo indicações imprecisas em sagas islandesas - um príncipe dos Suíones, caudilho dos viquingues, rei do mar, no século IX. 
O seu pai teria sido o rei Biorno Flanco de Ferro (Björn järnsida) e o seu filho o rei Érico, filho de Refil (Erik Refilsson). 
Está mencionado na "Lista dos regentes suecos" (Kungliga ättartal), incluída numa cópia tardia da Saga de Hervör do século XII.

## Genealogia do príncipe Refil segundo a Saga de Hervör
|  |  |  |  |  |  |  |  |  |  |  |  |  |  |                                    |                                    |                                    |                                    |                                       |                                       |                                       |                                       |                                       |                                       | Biorno Flanco de Ferro Björn Järnsida |                                 |                                 |                                 |  |  |                                      |                                      |                                      |                                      |                                      |                                      |  |  |  |  |  |  |  |  |  |  |  |  |
|  |  |  |  |  |  |  |  |  |  |  |  |  |  |                                    |                                    |                                    |                                    |                                       |                                       |                                       |                                       |                                       |                                       |                                       |                                 |                                 |                                 |  |  |                                      |                                      |                                      |                                      |                                      |                                      |  |  |  |  |  |  |  |  |  |  |  |  |
|  |  |  |  |  |  |  |  |  |  |  |  |  |  |                                    |                                    |                                    |                                    |                                       |                                       |                                       |                                       |                                       |                                       |                                       |                                 |                                 |                                 |  |  |                                      |                                      |                                      |                                      |                                      |                                      |  |  |  |  |  |  |  |  |  |  |  |  |
|  |  |  |  |  |  |  |  |  |  |  |  |  |  |                                    |                                    |                                    |                                    | Érico, filho de Biorno Erik Björnsson | Érico, filho de Biorno Erik Björnsson | Érico, filho de Biorno Erik Björnsson | Érico, filho de Biorno Erik Björnsson | Érico, filho de Biorno Erik Björnsson | Érico, filho de Biorno Erik Björnsson |                                       |                                 |                                 |                                 |  |  | Príncipe Refil                       | Príncipe Refil                       | Príncipe Refil                       | Príncipe Refil                       | Príncipe Refil                       | Príncipe Refil                       |  |  |  |  |  |  |  |  |  |  |  |  |
|  |  |  |  |  |  |  |  |  |  |  |  |  |  |                                    |                                    |                                    |                                    | Érico, filho de Biorno Erik Björnsson | Érico, filho de Biorno Erik Björnsson | Érico, filho de Biorno Erik Björnsson | Érico, filho de Biorno Erik Björnsson | Érico, filho de Biorno Erik Björnsson | Érico, filho de Biorno Erik Björnsson |                                       |                                 |                                 |                                 |  |  | Príncipe Refil                       | Príncipe Refil                       | Príncipe Refil                       | Príncipe Refil                       | Príncipe Refil                       | Príncipe Refil                       |  |  |  |  |  |  |  |  |  |  |  |  |
|  |  |  |  |  |  |  |  |  |  |  |  |  |  |                                    |                                    |                                    |                                    |                                       |                                       |                                       |                                       |                                       |                                       |                                       |                                 |                                 |                                 |  |  |                                      |                                      |                                      |                                      |                                      |                                      |  |  |  |  |  |  |  |  |  |  |  |  |
|  |  |  |  |  |  |  |  |  |  |  |  |  |  | Biorno no Montículo Björn på Högen | Biorno no Montículo Björn på Högen | Biorno no Montículo Björn på Högen | Biorno no Montículo Björn på Högen | Biorno no Montículo Björn på Högen    | Biorno no Montículo Björn på Högen    |                                       |                                       | Anundo de Uppsala Anund Uppsale       | Anundo de Uppsala Anund Uppsale       | Anundo de Uppsala Anund Uppsale       | Anundo de Uppsala Anund Uppsale | Anundo de Uppsala Anund Uppsale | Anundo de Uppsala Anund Uppsale |  |  | Érico, filho de Refil Erik Refilsson | Érico, filho de Refil Erik Refilsson | Érico, filho de Refil Erik Refilsson | Érico, filho de Refil Erik Refilsson | Érico, filho de Refil Erik Refilsson | Érico, filho de Refil Erik Refilsson |  |  |  |  |  |  |  |  |  |  |  |  |